# Березнянська волость (Чернігівський повіт)
Березнянська волость — історична адміністративно-територіальна одиниця Чернігівського повіту Чернігівської губернії з центром у заштатному місті Березна.
Станом на 1885 рік складалася з 22 поселень, 9 сільських громад. Населення — 9862 особи (4791 чоловічої статі та 5071 — жіночої), 3905 дворових господарства.
|                     | Площа, десятин | У тому числі орної, дес. |
| ------------------- | -------------- | ------------------------ |
| Сільських громад    | 12305          | 8128                     |
| Приватної власності | 14660          | 11913                    |
| Іншої власності     | 377            | 120                      |
| Загалом             | 27342          | 20161                    |

Основні поселення волості:
- Боромики — колишнє державне й власницьке село при річці Десна, 467 осіб, 85 дворів, православна церква, постоялий будинок, 7 вітряних млинів, маслобійний завод.
- Гусавка — колишнє державне й власницьке село, 695 осіб, 132 двори, постоялий будинок.
- Дурні — колишнє державне село при річці Десна, 620 осіб, 107 дворів, 10 вітряних млинів.
- Климентинівка — колишнє власницьке село, 135 осіб, 25 дворів, вітряний млин, цегельний завод.
- Локнисте — колишнє державне й власницьке село при річці Десна, 1180 осіб, 254 двори, 2 православні церкви, школа, богодільня, постоялий будинок, 8 вітряних млинів, крупорушка, маслобійний завод.
- Сахнівка — колишнє державне й власницьке село при річці Кричанка, 715 осіб, 166 дворів, православна церква, постоялий будинок.

1899 року у волості налічувалось 13 сільських громад, населення зросло до 7004 особи (3485 чоловічої статі та 3519 — жіночої).